# Jasper Kent
Œuvres principales
- Douze

Jasper Kent, né en 1968 dans le Worcestershire en Angleterre, est un écrivain de fantasy britannique.

## Biographie
Jasper Kent étudie la physique au Trinity Hall de l'université de Cambridge, avant de travailler dans le génie logiciel.
Parallèlement, il participe à la création de comédies musicales dont Remember, Remember en 2005.

## Œuvres

### SérieThe Danilov Quintet
1. Douze, Bragelonne, 2009 ((en) Twelve, 2008)
2. (en) Thirteen Years Later, 2010
3. (en) The Third Section, 2011
4. (en) The People's Will, 2013
5. (en) The Last Rite, 2014